# Literaturjahr 1977
Liste der Literaturjahre

◄ | 1973 | 1974 | 1975 | 1976 | Literaturjahr 1977 | 1978 | 1979 | 1980 | 1981 | ► | ►►

Weitere Ereignisse

## Ereignisse

### Literaturpreise
- Anton-Wildgans-Preis: Peter Henisch
- Georg-Trakl-Preis für Lyrik: Reiner Kunze, Friederike Mayröcker; Förderungspreis: Erwin Einzinger
- Grand Prix du Roman: Tempo von Camille Bourniquel
- Nelly-Sachs-Preis: Hermann Kesten
- Nobelpreis für Literatur: Vicente Aleixandre
- Österreichischer Staatspreis für Europäische Literatur: Pavel Kohout
- Premio Strega: La miglior vita von Fulvio Tomizza
- Prix Goncourt/Roman: John l’enfer von Didier Decoin
- Prix Renaudot: Les combattants du petit bonheur von Alphonse Boudard
- Rauriser Literaturpreis: Versuchte Nähe von Hans Joachim Schädlich
- Roswitha-Gedenkmedaille: Dagmar Nick
- Theodor-W.-Adorno-Preis: Norbert Elias

Deutsche Literaturpreise
- Andreas-Gryphius-Preis: Reiner Kunze (Hauptpreis); Rose Ausländer, Rudolf Günter Langer
- Georg-Büchner-Preis: Reiner Kunze
- Hans-Böttcher-Preis: Heinz von der Wall
- Ida-Dehmel-Literaturpreis: Rose Ausländer

Science-Fiction-Preise
- Nebula Award

- Frederik Pohl, Gateway, Gateway, Kategorie: Bester Roman
- Spider Robinson & Jeanne Robinson, Stardance, Teil 1 des Romans: Sternentanz, Kategorie: Bester Kurzroman
- Raccoona Sheldon, The Screwfly Solution, Die Goldfliegen-Lösung auch: Schmeißfliegen, Kategorie: Beste Erzählung
- Harlan Ellison, Jeffty Is Five, Jeffty ist fünf, Kategorie: Beste Kurzgeschichte

- Hugo Award

- Kate Wilhelm, Where Late the Sweet Birds Sang, Hier sangen früher Vögel, Kategorie: Bester Roman
- James Tiptree, Jr., Houston, Houston, Do You Read?, Houston, Houston, bitte melden!, Kategorie: Bester Kurzroman
- Spider Robinson, By Any Other Name, Nur nicht beim wirklichen Namen, Kategorie: Bester Kurzroman (zwei Mal vergeben)
- Isaac Asimov, The Bicentennial Man, Der Zweihundertjährige, Kategorie: Beste Erzählung
- Joe Haldeman, Tricentennial, Tricentennial auch: Dreihundertjähriges, Kategorie: Beste Kurzgeschichte

- Locus Award

- Kate Wilhelm, Where Late the Sweet Birds Sang, Hier sangen früher Vögel, Kategorie: Bester Roman
- Michael Bishop, The Samurai and the Willows, Tod eines Samurai, Kategorie: Bester Kurzroman
- Isaac Asimov, The Bicentennial Man, Der Zweihundertjährige, Kategorie: Beste Erzählung
- Harlan Ellison, Croatoan, Kategorie: Beste Kurzgeschichte
- George R. R. Martin, A Song for Lya, Kategorie: Beste Sammlung
- Terry Carr, The Best Science Fiction of the Year #5, Kategorie: Beste Anthologie

## Neuerscheinungen
Belletristik
- Der Aufenthalt – Hermann Kant
- Der Brief für den König (Jugendroman; dt. Erstausgabe) – Tonke Dragt
- Der Butt – Günter Grass
- Carrie (dt. Erstausgabe) – Stephen King
- Danny oder Die Fasanenjagd (dt. Erstausgabe) – Roald Dahl; im Original erscheinen 1977 u. a. erstmals folgende Kurzgeschichten von Roald Dahl:
  - The Wonderful Story of Henry Sugar
  - The Hitch-Hiker
- Du hast das Leben noch vor dir – Émile Ajar
- Die Gewehre von Avalon (dt. Erstausgabe) – Roger Zelazny
- Im Zeichen des Einhorns (dt. Erstausgabe) – Roger Zelazny
- Meine Mutter – Yasushi Inoue
- Der Splitter im Auge Gottes (dt. Erstausgabe) – Larry Niven und Jerry Pournelle
- Die Terroristen (dt. Erstausgabe) – Maj Sjöwall und Per Wahlöö
- Villa Triste (dt. Erstausgabe) – Patrick Modiano
- Vor den Vätern sterben die Söhne – Thomas Brasch
- Wurzeln („Roots“; dt. Erstausgabe) – Alex Haley

Drama
- Kein Platz für Idioten – Felix Mitterer

Kinder- und Bilderbuch
- Dogger – Shirley Hughes
- Meine kleine schlimme Schwester (dt. Erstausgabe) – Dorothy Edwards
- Wer soll den Lillan trösten? (dt. Erstausgabe) – Tove Jansson
- Die Wichtelkinder (dt. Erstausgabe) – Elsa Beskow

Sachliteratur
- The Dragons of Eden – Carl Sagan

Weitere Literatur
- Mars – Fritz Zorn

Hörspiel
- Als die Autos rückwärts fuhren – Henning Venske

## Geboren
- 07. Januar: Sofi Oksanen, finnisch-estnische Schriftstellerin und Dramatikerin
- 06. Februar: Thomas von Steinaecker, deutscher Schriftsteller
- 21. Februar: Owen King, US-amerikanischer Schriftsteller
- 24. Februar: Jayrôme C. Robinet, französischer Schriftsteller, Spoken-Word-Künstler und Übersetzer
- 28. Februar: Urmas Vadi, estnischer Schriftsteller
- 01. April: Jesmyn Ward, US-amerikanische Schriftstellerin
- 08. April: Alex Beer (Daniela Larcher), österreichische Schriftstellerin
- 21. April: Jonathan Beck, deutscher Verleger
- 05. Mai: Xaver Bayer, österreichischer Schriftsteller
- 09. Mai: Paul Lynch, irischer Schriftsteller
- 13. Mai: Mario Desiati, italienischer Schriftsteller
- 01. Juni: Gusel Jachina, russische Schriftstellerin
- 04. Juni: Daniela Dröscher, deutsche Schriftstellerin und Dramatikerin
- 27. Juni: Cyril Wong, singapurischer Dichter
- 28. Juli: Iris Wolff, deutsche Schriftstellerin
- 16. August: Sigmund Løvåsen, norwegischer Schriftsteller
- 20. August: Clemens Meyer, deutscher Schriftsteller
- 24. August: Safiye Can, deutsche Dichterin, Schriftstellerin und Übersetzerin
- 24. August: John Green, US-amerikanischer Schriftsteller
- 15. September: Chimamanda Ngozi Adichie, nigerianische Schriftstellerin

### Genaues Datum unbekannt
- Verena Boos, deutsche Schriftstellerin
- Nele Brönner, deutsche Kinderbuchautorin, Illustratorin und Comiczeichnerin
- Rodrigo Díaz Cortez, chilenischer Schriftsteller
- Susan Kreller, deutsche Jugendbuchautorin und Literaturwissenschaftlerin
- Olivia Laing, britische Journalistin, Schriftstellerin, Essayistin und Kulturkritikerin
- Daniel Schreiber, deutscher Schriftsteller und Journalist
- Matthias Senkel, deutscher Schriftsteller
- Liwaa Yazji, syrische Schriftstellerin, Dramaturgin, Filmemacherin

## Gestorben

### 1. Halbjahr
- 1. Januar: Michael Mann, deutsch-amerikanischer Literaturwissenschaftler
- 4. Januar: Achille Campanile, italienischer Schriftsteller und Dramatiker
- 5. Januar: Artur Adson, estnischer Dichter, Schriftsteller und Theaterkritiker
- 14. Januar: Anaïs Nin, US-amerikanische Schriftstellerin
- 15. Januar: Herbert Ihering, deutscher Theaterkritiker und Schriftsteller
- 16. Januar: Leif Panduro, dänischer Schriftsteller
- 18. Januar: Carl Zuckmayer, deutscher Schriftsteller und Dramatiker
- 26. Januar: Dietrich von Hildebrand, deutschstämmiger Philosoph und Autor
- 1. Februar: Edmond Hamilton, US-amerikanischer Science-Fiction-Autor
- 13. März: Jan Patočka, tschechoslowakischer Philosoph
- 15. März: Hubert Aquin, frankokanadischer Schriftsteller
- 25. März: Rodolfo Walsh, argentinischer Schriftsteller
- 11. April: Jacques Prévert, französischer Dichter und Chansonnier
- 19. April: Günter Bruno Fuchs, deutscher Schriftsteller und Grafiker
- 5. Mai: Sonja Åkesson, schwedische Dichterin und Schriftstellerin
- 9. Mai: James Jones, US-amerikanischer Schriftsteller
- 19. Juni: Ali Schariati, iranischer Publizist

### 2. Halbjahr
- 2. Juli: Vladimir Nabokov, russisch-amerikanischer Schriftsteller und Literaturwissenschaftler
- 3. Juli: Alexander Wolkow, russischer Schriftsteller
- 15. Juli: Konstantin Fedin, russischer Schriftsteller
- 20. Juli: Friedrich Georg Jünger, deutscher Dichter und Schriftsteller
- 4. August: Ernst Bloch, deutscher Philosoph
- 13. August: Henry Williamson, britischer Schriftsteller
- 12. September: Robert Lowell, US-amerikanischer Dichter
- 16. September: Marc Bolan, britischer Songschreiber
- 16. September: Rie Cramer, niederländische Illustratorin und Schriftstellerin
- 17. September: Ruth Andreas-Friedrich, deutsche Autorin
- 24. September: Mirso Tursunsoda, tadschikischer Dichter
- 29. September: Hans Habe, österreichisch-amerikanischer Journalist und Schriftsteller
- 11. Oktober: MacKinlay Kantor, US-amerikanischer Schriftsteller
- 25. Oktober: Inagaki Taruho, japanischer Schriftsteller
- 27. Oktober: James M. Cain, US-amerikanischer Schriftsteller
- 28. Oktober: Miguel Mihura, spanischer Schriftsteller und Dramatiker
- 2. November: Hans Erich Nossack, deutscher Schriftsteller
- 5. November: René Goscinny, belgisch-französischer Comic-Autor
- 21. November: Maxie Wander, österreichische Schriftstellerin
- 30. November: Miloš Crnjanski, serbischer Dichter, Schriftsteller und Dramatiker
- 1. Dezember: Kaionji Chōgorō, japanischer Schriftsteller
- 9. Dezember: Clarice Lispector, brasilianische Schriftstellerin
- 22. Dezember: Frank Thiess, deutscher Schriftsteller
- 25. Dezember: Charlie Chaplin, britischer Komiker und Autor
- 31. Dezember: Hans Rothe, deutscher Schriftsteller, Dramaturg, Hörspielautor und Übersetzer sämtlicher Werke von William Shakespeare